# エンベディドバリュー
エンベディドバリュー（Embedded Value、EV）とは、保険会社の企業価値を表す指標である。もともとは、保険会社のM&A等に用いられていた指標であるが、財務諸表の補完情報としての有用性が認められ、欧州やカナダでは、ディスクローズが行われている。日本でも、損保系生保を中心に、ディスクローズが行われている。

## 算出方法
エンベディドバリューは、保有契約価値と修正純資産の合計額として計算される。保有契約価値は、将来の最良推定に基づく税引後利益の現在価値から、資本コストを控除することによって算出される。一方、修正純資産は、貸借対照表における純資産の部から、資本性をもつ負債を加算する等の調整を行って算出する。

### 公式
EV = PVFP + ANAV
EV = エンベディドバリュー
PVFP = 純資産の現在価値（Present Value of Future Profits）
ANAV = 調整後純資産価値（Adjusted Net Asset Value）

## バリエーション
近年では、エンベディドバリューの問題として、会社間の比較可能性が指摘されており、それに対応する形で、ヨーロピアンエンベディドバリューや、市場整合的エンベディドバリューと呼ばれるものが出てきている。これらとの違いを区別するために、従来のエンベディドバリューを伝統的エンベディドバリューと呼ぶことがある。